# Jaila
Jaila è una circoscrizione rurale (rural ward) della Tanzania situata nel distretto di Kilindi, regione di Tanga. Conta una popolazione di 12 319 abitanti (censimento 2012).